# Lykurgos af Sparta
Lykurgos (også omtalt som Lykourgos eller Lykurg, fra (græsk: Λυκοῦργος, Lykoûrgos, som nærmest kan oversættes med "Ulve-arbejderen", med mulig underforstået tilknytning til Apollon, som havde "den ulvelignende" som et af sine tilnavne; dateres som regel til 600-tallet f.Kr.) var en legendarisk lovgiver i oldtidens Sparta, som organiserede den militære reform af det spartanske samfund og rådførte sig med Apollons orakel i Delfi. Han er omtalt af antikke historikere som Herodot, Xenofon og Plutark. Det er usikkert, om han overhovedet har eksisteret.
Han nævnes først af Herodot, der skriver, at spartanerne på hans tid hævdede, at Lykurgos' reformer var inspireret af samfundet på Kreta. Herodot gengiver et besøg, Lykurgos angiveligt aflagde i oraklet i Delfi, hvor han - straks han trådte ind i helligdommen - blev hilst sådan af Pythia:
Hid til min rige helligdom er du kommet, Lykurgos,
kær for Zeus og alle de olympiske guder.
Jeg ved ikke, om jeg skal erklære dig menneskelig eller guddommelig -
men jeg hælder til at du, Lykurgos, er en gud.